# Yuji Sakakura
Yuji Sakakura (n. 7 iunie 1967) este un fost fotbalist japonez.

## Statistici
| Japonia | Japonia | Japonia |
| An      | Meciuri | Goluri  |
| ------- | ------- | ------- |
| 1990    | 5       | 0       |
| 1991    | 1       | 0       |
| Total   | 6       | 0       |